# Stenocorus nubifer
Stenocorus nubifer là một loài bọ cánh cứng trong họ Cerambycidae.